# Гюрджю-Богазы
Гюрджю-Богазы (тур. Gürcü Boğazı — «Грузинский перевал», также Гурджи-Богази; груз. ქართლის ყელი) — горный перевал, расположенный на востоке Турции, служащий границей между рекой Карасу, притоком реки Евфрата, и рекой Тортум-чай, притоком реки Чорох. Этот перевал является исторической переправой между Эрзурумом и исторической Грузией, отделяя их друг от друга. Дорога, проходящая через этот пролив, в исторических грузинских источниках обозначается как «Гза Картлиса» (груз. გზა ქართლისა), то есть «Картлийская дорога». Ворота, ведущие из города Эрзурум в историческую Грузию, назывался Гурджи капы («врата Грузии»).
Согласно Вахушти Багратиони, Гюрджю-Богазы простирается от хребта Деве-Бойну до реки Испир (древняя грузинская названия Чороха). Это узкое, скалистое и гористое ущелье, которое до возникновения Османской империи являлось границей между Грузией и Византией. В грузинской историографии область, известный как Тао-Кларджети, простиралось от Гюрджю-Богазы до Малого Кавказа.
В своем путеводителе османский путешественник Эвлия Челеби упоминает мост через реку Евфрат как Гюрджю-Богазы, путешествуя из Эрзурума в Тортум, Испир и Байбурт. Он писал о том, что проходил через Гюрджю-Богазы за шесть часов. Челеби также отмечал населенный пункт на границе с Эрзурумом, который был назван Гюрджю-Богазы.
На севере, дороги из Олту и Тортум, проходят через Гюрджю-Богазы и достигают города Эрзурум. Именно поэтому этот перевал имел важное значение в истории Османской империи. После того, как регион Тао-Кларджети перешел под власть Российской империи в результате Русско-турецкой войны 1877—1878 годов, османская администрация построила бастион Карагёбек между 1884 и 1896 годами на Гюрджю-Богазы, в 1 километре к югу от деревни Карагёбек. Во время Первой мировой войны русские атаковали этот бастион, чтобы войти в Эрзурум через Гюрджю-Богазы, и он был сильно поврежден в боях.